# Franekeradeel (voor 1984)

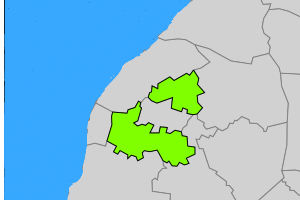
Locatie van de voormalige gemeente Franekeradeel

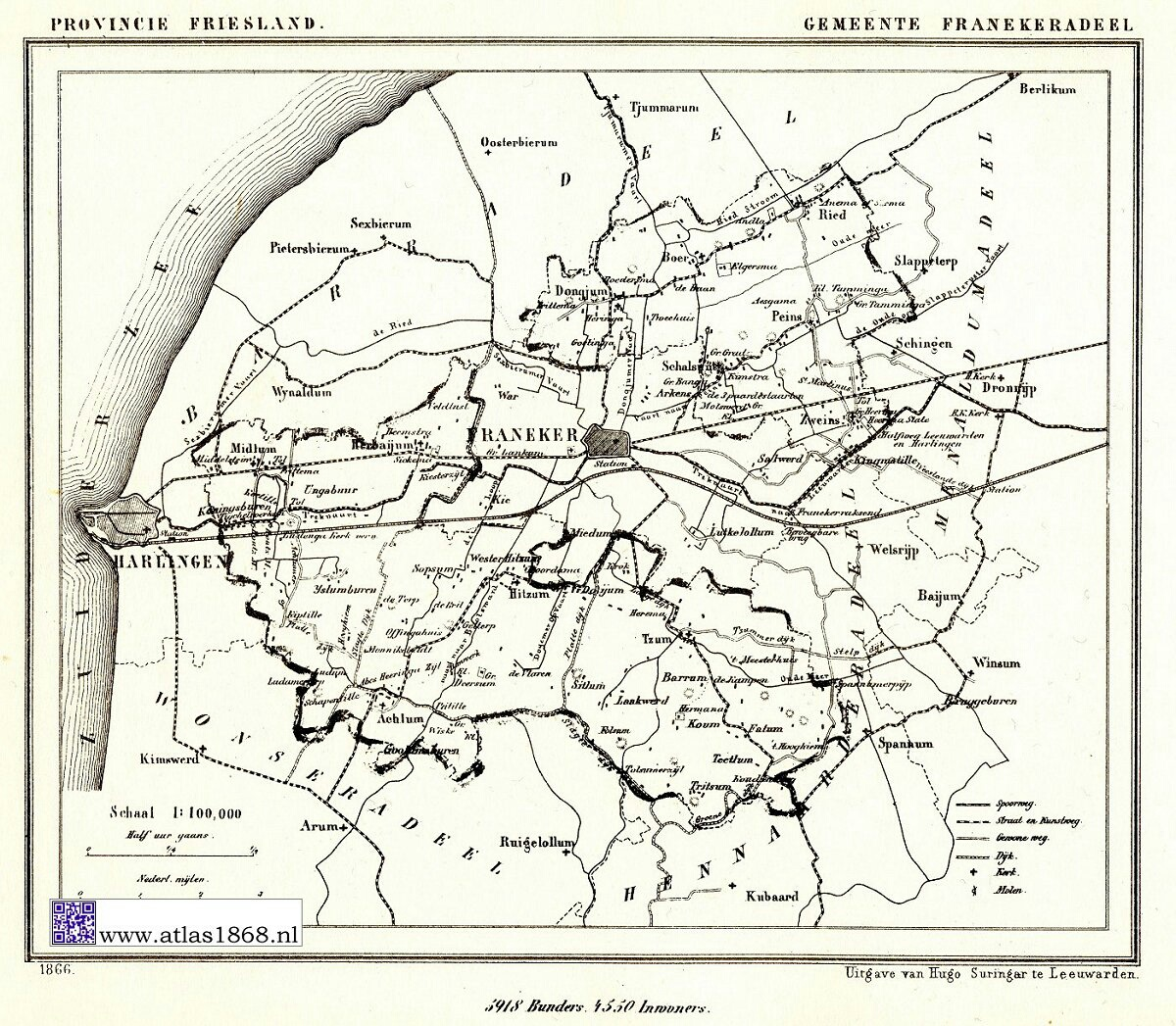
Kaart van de voormalige gemeente rond 1870

Franekeradeel (Fries: Frjentsjeradiel) was een gemeente en grietenij in de provincie Friesland. De gemeente is bij de gemeentelijke herindeling op 1 januari 1984 samengevoegd met een deel van Barradeel en de toenmalige gemeente Franeker. Daarmee vormde het de gemeente Franekeradeel.

## Geschiedenis
Franekeradeel was vanouds een grietenij: vanaf de 15e eeuw zijn namen van grietmannen bekend.
Tijdens de Franse overheersing werd het grietmansambt tijdelijk opgeheven en in 1795 werden nieuwe besturen (municipaliteiten) gevormd. In 1811 werd het departement Friesland opgedeeld in negentig mairiën, bestuurd door een maire. In 1816 werd Franekeradeel opnieuw een grietenij, met onder andere Almenum en Tjum. Twee jaar later werd het wapen van Franekeradeel door de Hoge Raad bevestigd, dat is gebaseerd op het wapen van de vroeg-17e-eeuwse grietman Duco van Jongema. Na de invoering van de Gemeentewet (1851) werden alle Friese grietenijen omgevormd tot gemeenten.

## Geografie
De gemeente bestond uit twee enclaves met een oppervlakte van 60,40 km² die ongeveer 4770 inwoners omvatte (1971). Hoewel de grootste plaats Tzum was, was het gemeentehuis in Franeker gevestigd (in de Martenastins).

### Kernen
De gemeente had 11 dorpen. De Nederlandse namen waren de officiële. De plaatsnaamborden in de gemeente waren tweetalig met de Nederlandse naam boven de Friese.
Aantal inwoners per 1971:
| Nederlandse naam | Friese naam | Inwoners |
| ---------------- | ----------- | -------- |
| Tzum             | Tsjom       | 765      |
| Achlum           | Achlum      | 570      |
| Midlum           | Mullum      | 470      |
| Ried             | Rie         | 365      |
| Dongjum          | Doanjum     | 230      |
| Hitzum           | Hitsum      | 210      |
| Peins            | Peins       | 205      |
| Schalsum         | Skalsum     | 200      |
| Herbaijum        | Hjerbeam    | 165      |
| Zweins           | Sweins      | 135      |
| Boer             | Boer        | 70       |

### Buurtschappen
Naast de officiële kernen bevonden zich in in de gemeente de volgende buurtschappen:
| - Barrum - Fatum - IJslumburen | - Laakwerd - Miedum - Sopsum | - Teetlum - Ungabuurt |

## Aangrenzende Gemeenten
In 1983 grensde Franekeradeel aan de volgende gemeenten:
| Aangrenzende gemeenten | Aangrenzende gemeenten         | Aangrenzende gemeenten       | Aangrenzende gemeenten | Aangrenzende gemeenten |
| ---------------------- | ------------------------------ | ---------------------------- | ---------------------- | ---------------------- |
| Barradeel              |                                | Barradeel, Franeker          |                        | Menaldumadeel          |
|                        |                                |                              |                        |                        |
| Harlingen              | Menaldumadeel, Hennaarderadeel |                              |                        |                        |
|                        |                                |                              |                        |                        |
| Wonseradeel            |                                | Hennaarderadeel, Wonseradeel |                        | Hennaarderadeel        |